# Miller (cráter)
Miller es un cráter de impacto situado en medio del terreno accidentado de la parte sur de la Luna. En su borde norte se inserta el cráter más pequeño Nasireddin, cuyas rampas exteriores casi alcanzan el pico central situado en el punto medio de suelo interior de Miller. Junto con Huggins al suroeste y Orontius al sursudoeste, este cuarteto forma una cadena de cráteres alineada sobre un arco que se curva hacia el norte. El borde del sector noroeste de Miller a su vez está unido al cráter satélite Miller C, que forma el extremo del arco. Al sureste se halla Stöfler.
|  |  |

El brocal de Miller es casi circular, con un sistema de terrazas en su pared interior. Su plataforma central aparece casi a nivel con el pico central antes mencionado. El cráter Stöfler H está unido al borde exterior sureste, invadiendo ligeramente su interior. Algunos pequeños cráteres se encuentran dentro del cráter, con uno de ellos en la muralla de Nasireddin.
El cráter recibió el nombre del científico británico William Allen Miller.

## Cráteres satélite

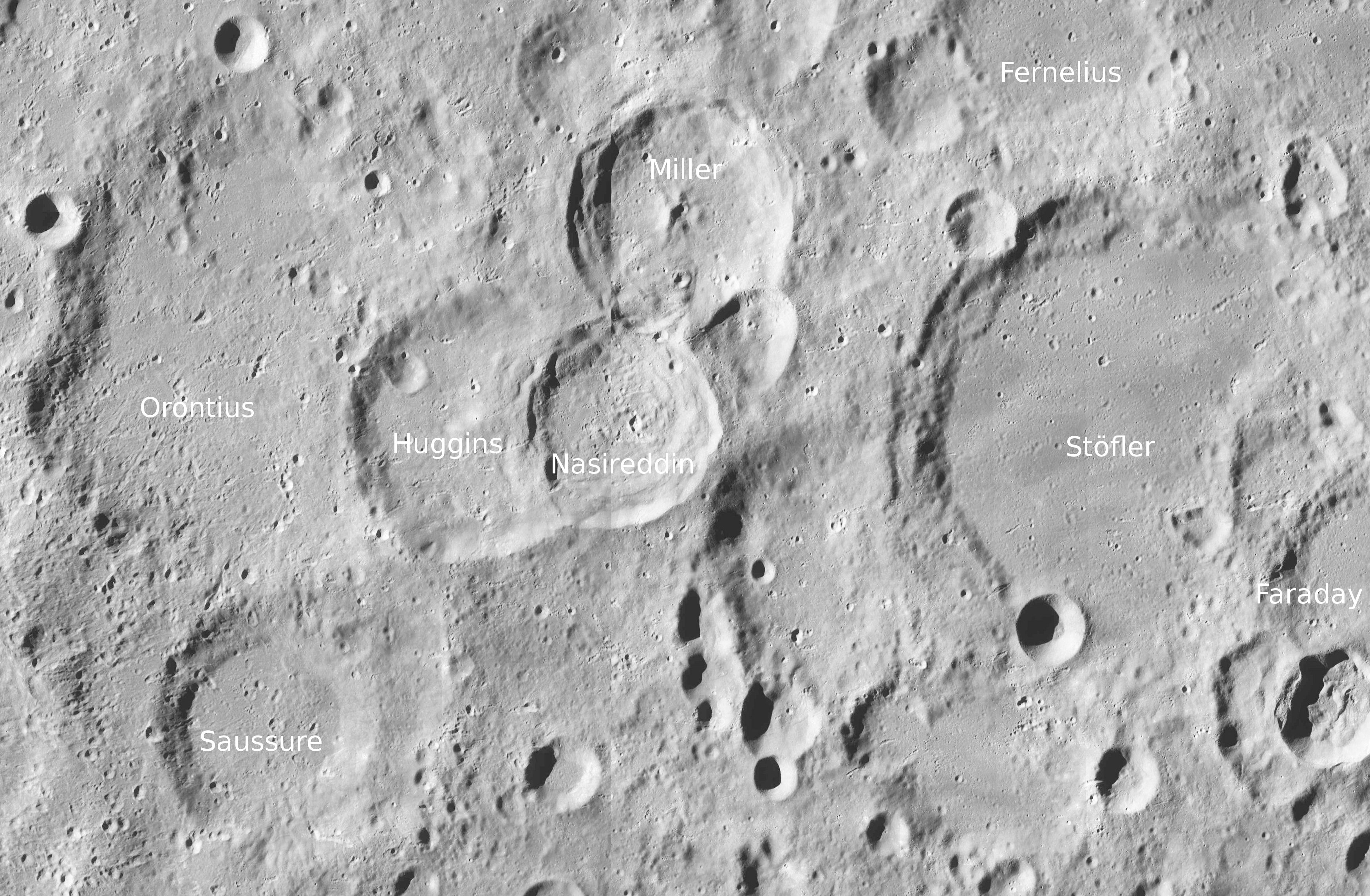
Entorno de Miller. Fotografía de la misión LRO.

Por convención estos elementos son identificados en los mapas lunares poniendo la letra en el lado del punto medio del cráter que está más cerca de Miller.
|        | \| Miller \| Coordenadas \| Diámetro \| \| ------ \| ---------------------------- \| -------- \| \| A \| 37°42′S 1°48′E / -37.7, 1.8 \| 39 km \| \| B \| 37°36′S 1°00′E / -37.6, 1.0 \| 12 km \| \| C \| 38°12′S 0°18′O / -38.2, -0.3 \| 36 km \| \| D \| 38°00′S 3°06′E / -38.0, 3.1 \| 5 km \| \| E \| 38°48′S 2°48′E / -38.8, 2.8 \| 6 km \| \| K \| 39°48′S 0°54′E / -39.8, 0.9 \| 4 km \| |          |
| Miller | Coordenadas | Diámetro |
| A      | 37°42′S 1°48′E / -37.7, 1.8 | 39 km    |
| B      | 37°36′S 1°00′E / -37.6, 1.0 | 12 km    |
| C      | 38°12′S 0°18′O / -38.2, -0.3 | 36 km    |
| D      | 38°00′S 3°06′E / -38.0, 3.1 | 5 km     |
| E      | 38°48′S 2°48′E / -38.8, 2.8 | 6 km     |
| K      | 39°48′S 0°54′E / -39.8, 0.9 | 4 km     |